# المدرسة العليا للتجارة (الجزائر)
المدرسة العليا للتجارة: مولود قاسم نايت بلقاسم (بالفرنسية: École Supérieure de Commerce - ESC)‏ هي جامعة جزائرية حكومية تقع في مدينة القليعة ضمن ولاية تيبازة.

## التأسيس
تم تأسيس المدرسة العليا للتجارة في مدينة الجزائر باعتبارها مدرسة عليا بتاريخ 20 أوت 1901م الموافق ليوم 6 جمادى الأولى 1319هـ أثناء الاحتلال الفرنسي للجزائر.
وتم إدماجها ضمن جامعة الجزائر في سنة 1909م بمقتضى القانون المؤرخ في 30 ديسمبر 1909م الموافق ليوم 18 ذو الحجة 1327هـ الذي جمع معاهد التعليم العالي المتواجدة في إقليم مدينة الجزائر ضمن جامعة مستقلة عن الجامعات الفرنسية.

## التطوير
تم بعد استقلال الجزائر إلحاق هذه المدرسة العليا بمصالح جامعة الجزائر في 18 فيفري 1966م.
وجاء هذا الإلحاق بموجب المرسوم الرئاسي رقم 66-43، وذلك بتحويلها من وصاية وزارة التجارة الجزائرية إلى وصاية وزارة التربية الجزائرية.
وفي عام 1985م، استعادت هذه المدرسة استقلاليتها من إدارة جامعة الجزائر مع إعادة تنظيمها وتسييرها.
وتمت هذه الاستعادة بموجب المرسوم الرئاسي رقم 85-168 الصادر بتاريخ 18 جوان 1985م، وتم وضعها مباشرة تحت إشراف وزارة التعليم العالي والبحث العلمي الجزائرية.
ثم تم تحويل مقر هذه المدرسة الكبرى [الفرنسية] من مدينة الجزائر إلى مدينة القليعة بتاريخ 9 نوفمبر 2013م الموافق ليوم 5 محرم 1435هـ.
وجاء هذا التحويل إلى حرم جامعة القليعة بمقتضى المرسوم التنفيذي رقم 13-371 الموقع من طرف رئيس الحكومة عبد المالك سلال.
وتم تحويل مجموع الأمـلاك والحقوق والالتزامات والمستخدمين التابعين لهذه المدرسـة العليا للتجارة إلى المقر الجديد للمدرسة، وذلك بعد إعداد جرد كمي وكيفي
وتقديري أعدته وزارة التعليم العالي والبحث العلمي الجزائرية مع وزارة المالية الجزائرية.
وصارت هذه الهيئة إثر ذلك على شكل مؤسسة عمومية [الفرنسية] ذات طابع علمي وثقافي ومهني موهوبة بالشخصية المعنوية والاستقلالية المالية.

## التسمية
تم تكريم المجاهد مولود قاسم نايت بلقاسم من الولاية الثالثة التاريخية [الفرنسية] من خلال إعطاء اسمه لهذه المدرسة العليا لتصبح بذلك تسميتها «المدرسة العليا للتجارة: مولود قاسم نايت بلقاسم».
وكانت هذه التسمية بمناسبة الاحتفال بذكرى ثورة التحرير الجزائري خلال يوم 1 نوفمبر 2014م.

## الأهداف
تهدف هذه المدرسة العليا إلى التكوين والتدريب الأكاديمي والعملي لكبار المسؤولين التنفيذيين في العلوم التجارية والعلوم المالية للشركات والإدارات.

## المدراء
| رقم | المدير           | البداية        | النهاية         |
| --- | ---------------- | -------------- | --------------- |
| 01  | عبد العزيز صبوعة | 1 جويلية 2004م | 1 جويلية 2009م  |
| 02  | عبد السلام سعدي  | 1 جويلية 2009م | 1 أفريل 2010م · |
| 03  | عبد العزيز صبوعة | 1 أفريل 2010م  | 2018م (حاليا)   |

## التخصصات
توفر المدرسة العليا للتجارة للطلبة تكوينا أساسيا في العديد من تخصصات التدرج في الاقتصاد والتسيير والعلوم التجارية والعلوم المالية.
ونجد من بين هذه التخصصات:
1. المحاسبة والتمويل
2. تمويل الشركات
3. الإدارة
4. التسويق والاتصال
5. النقد والمالية والبنوك
6. نظارة الحسابات

## ما بعد التدرج
توفر المدرسة العليا للتجارة لطلبة ما بعد التدرج تكوينا متخصصا في العديد من التخصصات في العلوم التجارية والعلوم المالية.
ونجد من بين هذه التخصصات:
1. تدقيق داخلي
2. تدقيق خارجي
3. تدقيق محاسبي

## الموقع
تقع «المدرسة العليا للتجارة» على بُعد 4 كلم عن الشريط الساحلي لولاية تيبازة، وعلى بعد 45 كلم شمال شرق سد بوكوردان [الفرنسية]، وعلى بعد 48 كلم شرق ميناء الحمدانية، وعلى بعد 101 كلم شمال شرق سد كاف الدير.
وهذا الموقع الرائع جنوب جبال ساحل الجزائر المطلة على الشريط الساحلي والواجهة البحرية لمنطقة القبائل الشنوية، يجعل منه موقعا استراتيجيا مقابلا للطريق الوطني رقم 11 والطريق الوطني رقم 67 والطريق الوطني رقم 69.
تقع «مدرسة مولود قاسم نايت بلقاسم» على بعد 56 كلم جنوب غرب قصبة الجزائر، وتطل على البحر الأبيض المتوسط.
وتقع هذه الجامعة في منطقة القبائل الشنوية.

## مكتبة الصور

بلدية القليعة
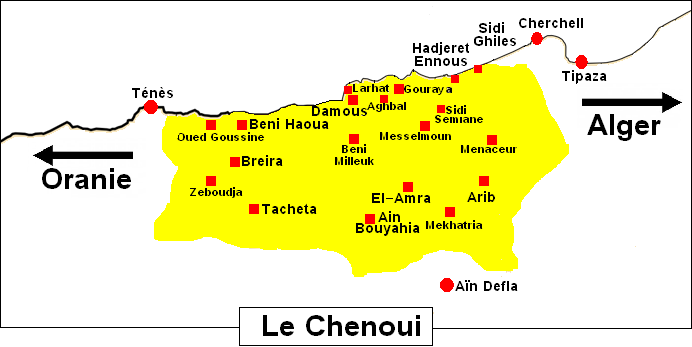
منطقة القبائل الشنوية
منطقة القبائل الشنوية
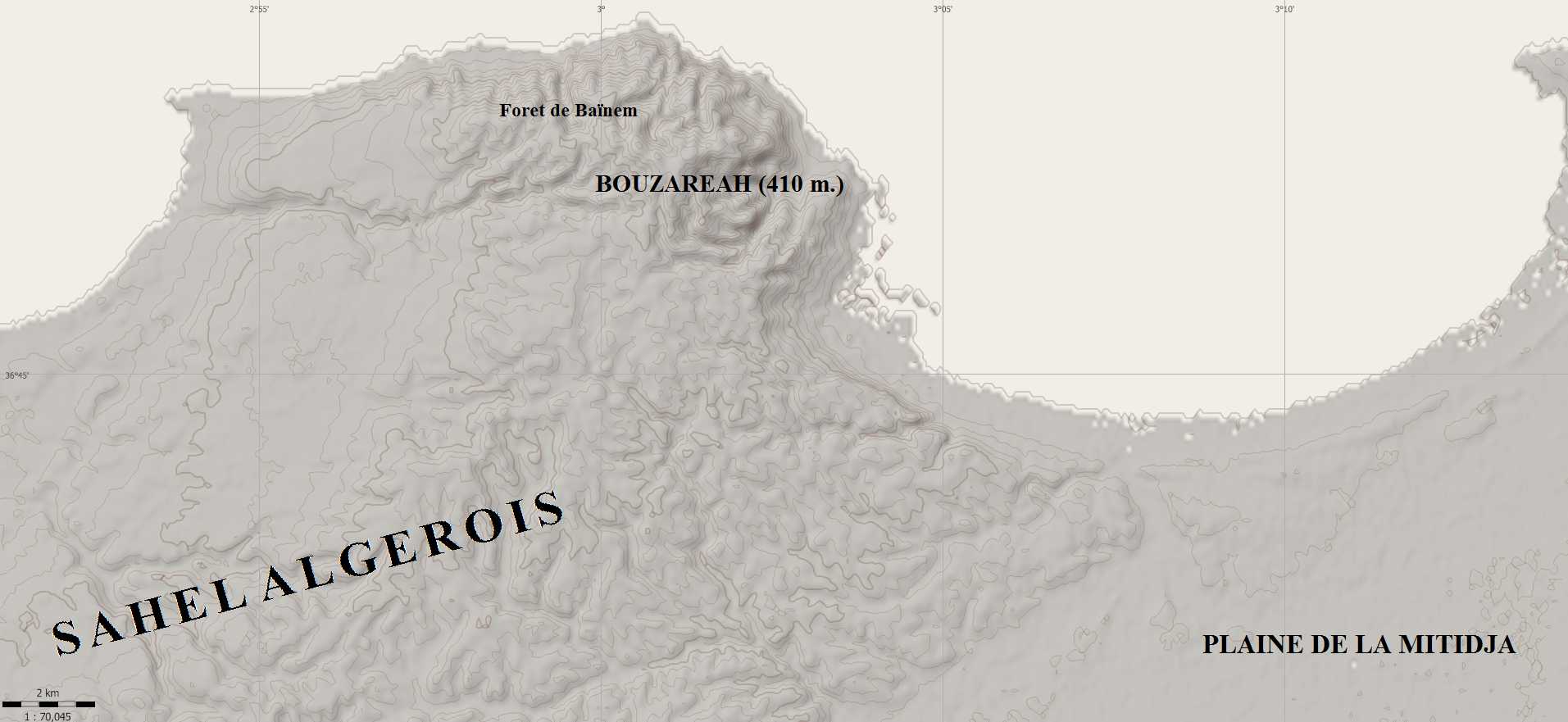
جبال ساحل الجزائر
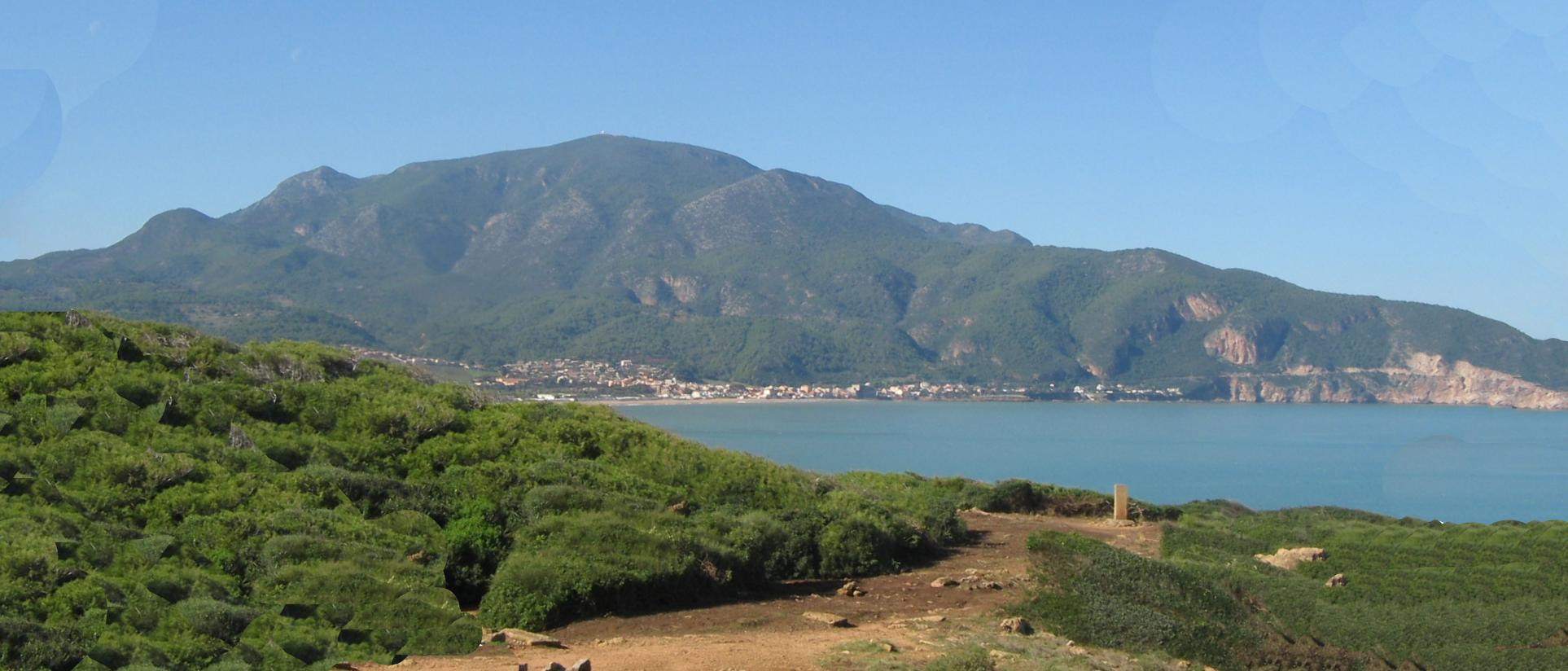
جبل شنوة
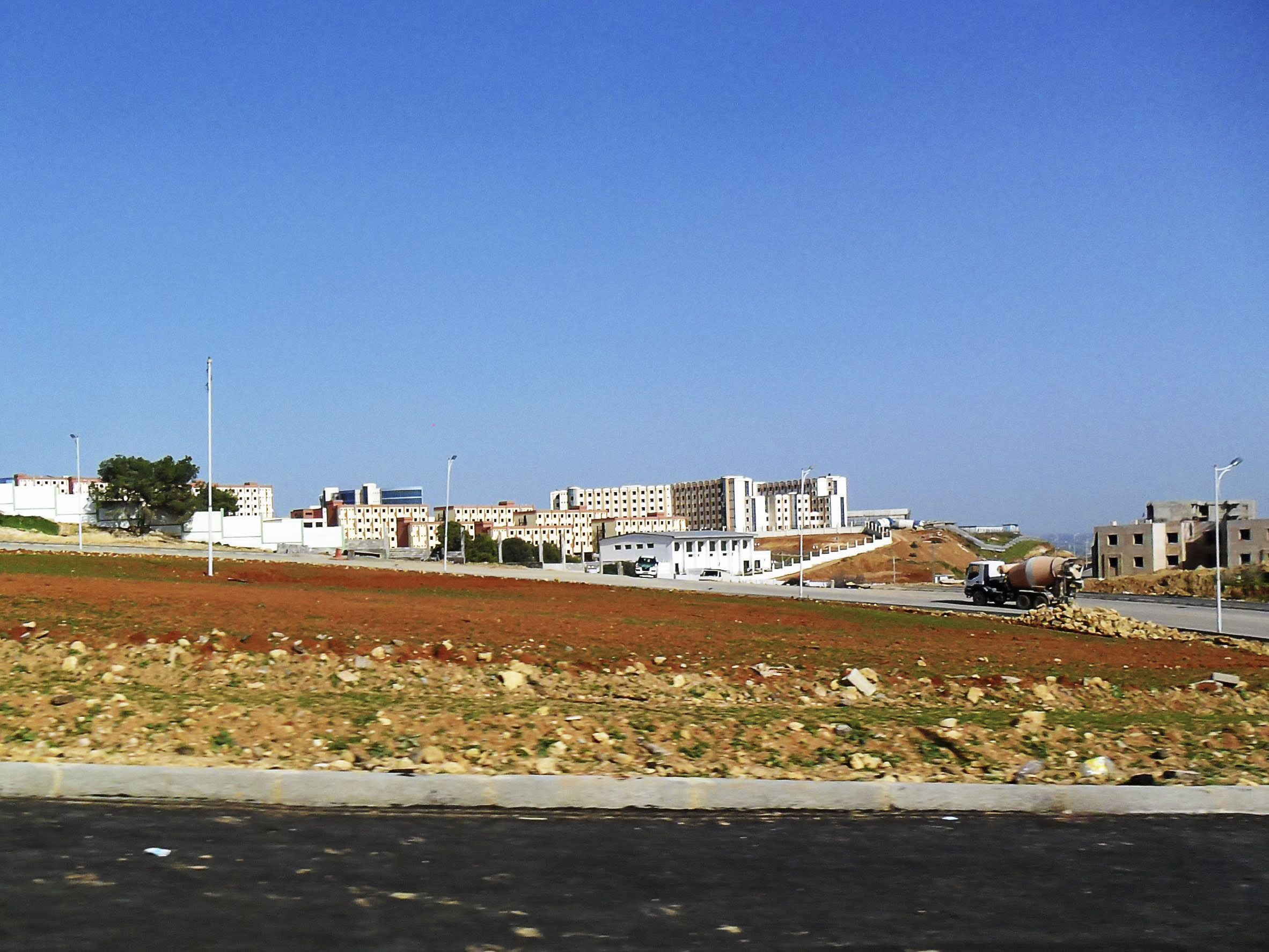
جامعة القليعة
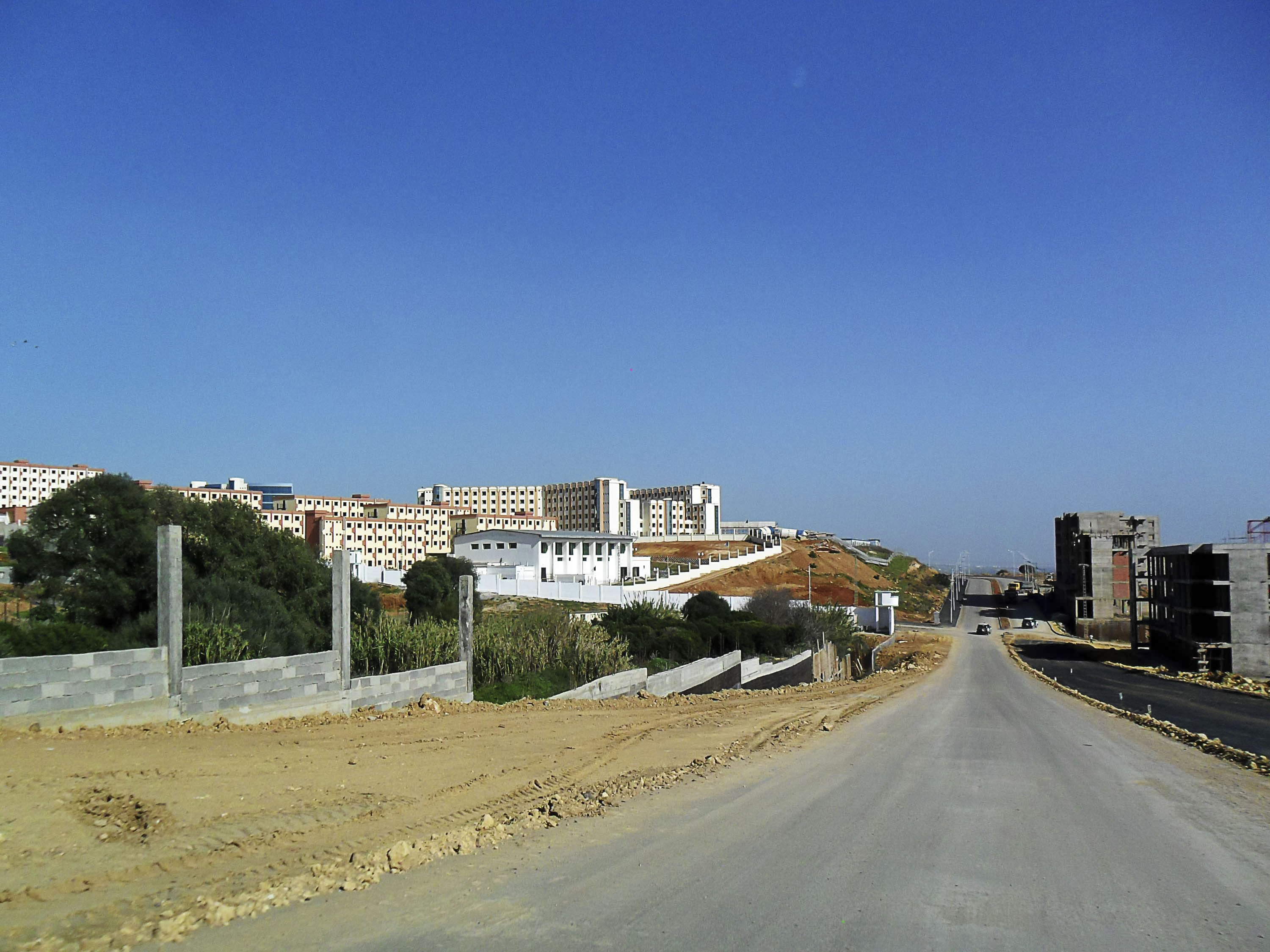
جامعة القليعة
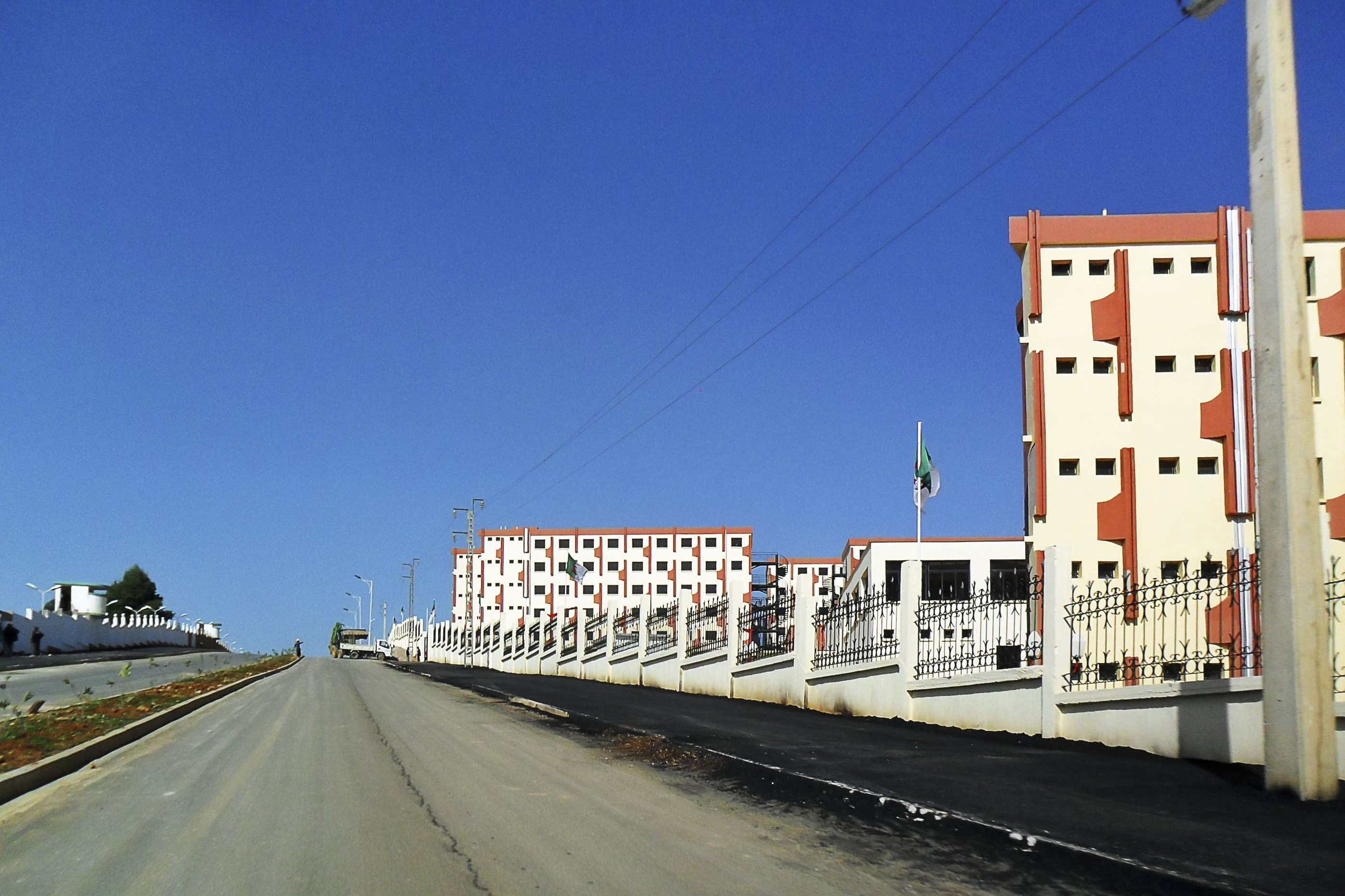
جامعة القليعة
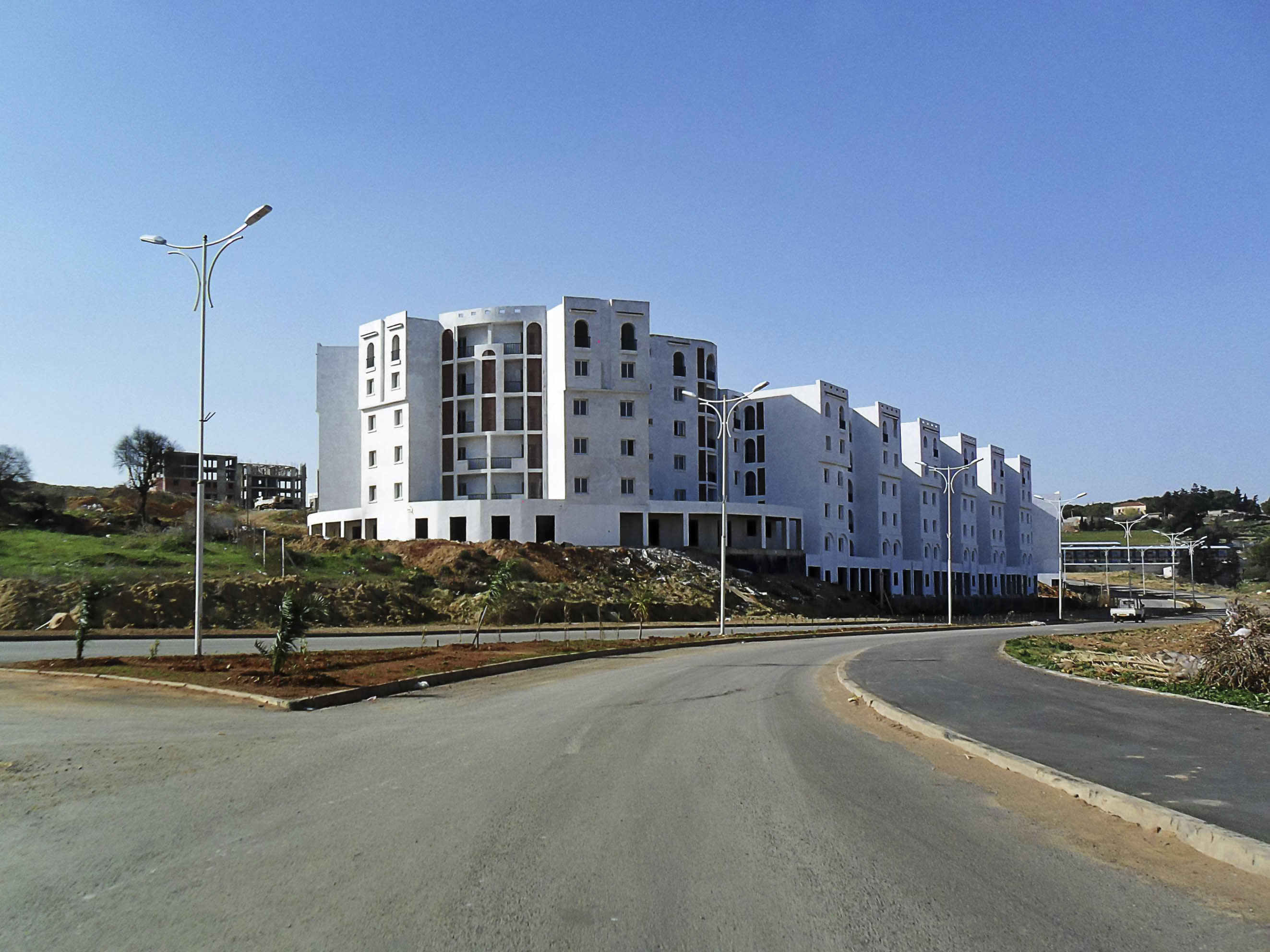
جامعة القليعة
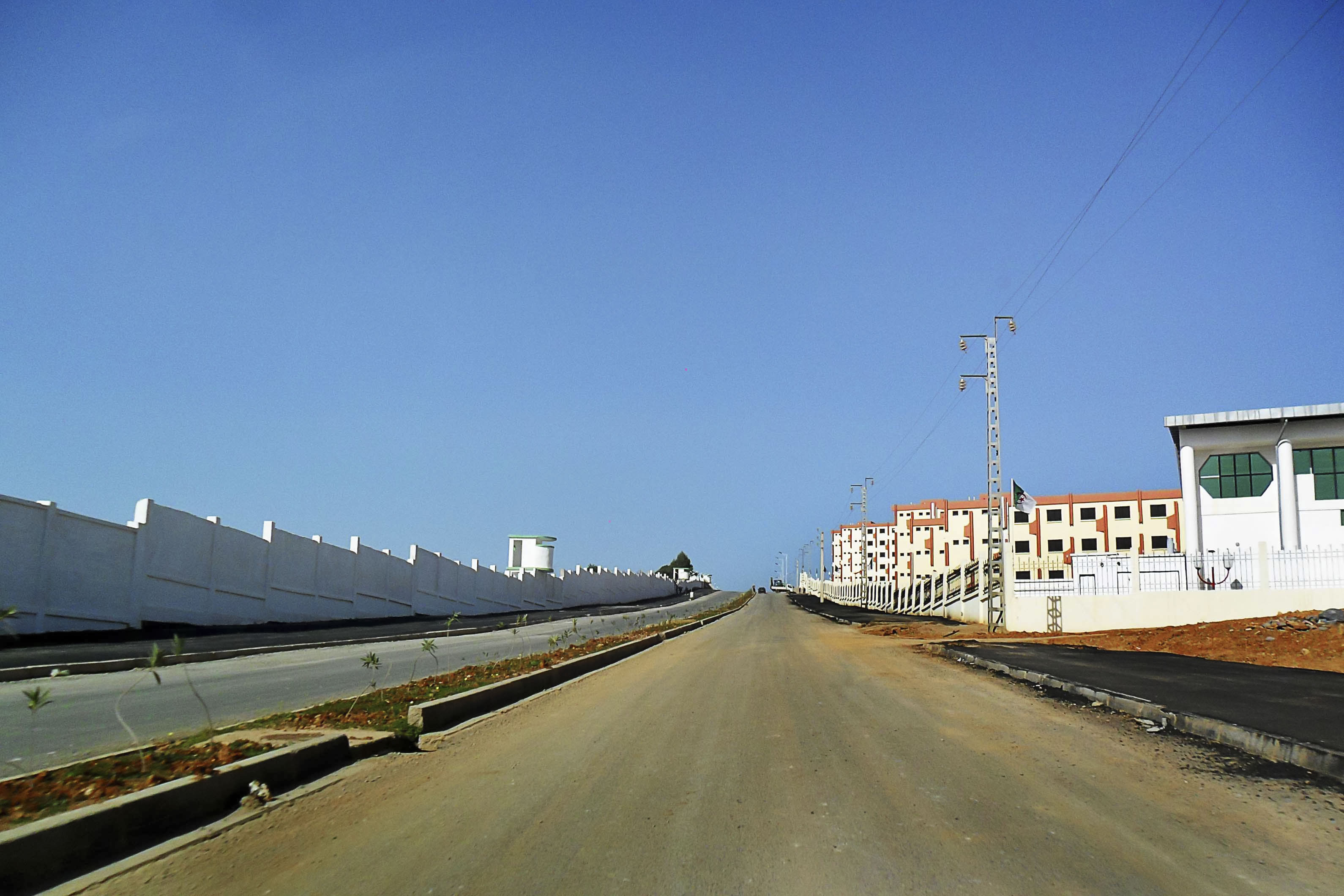
جامعة القليعة
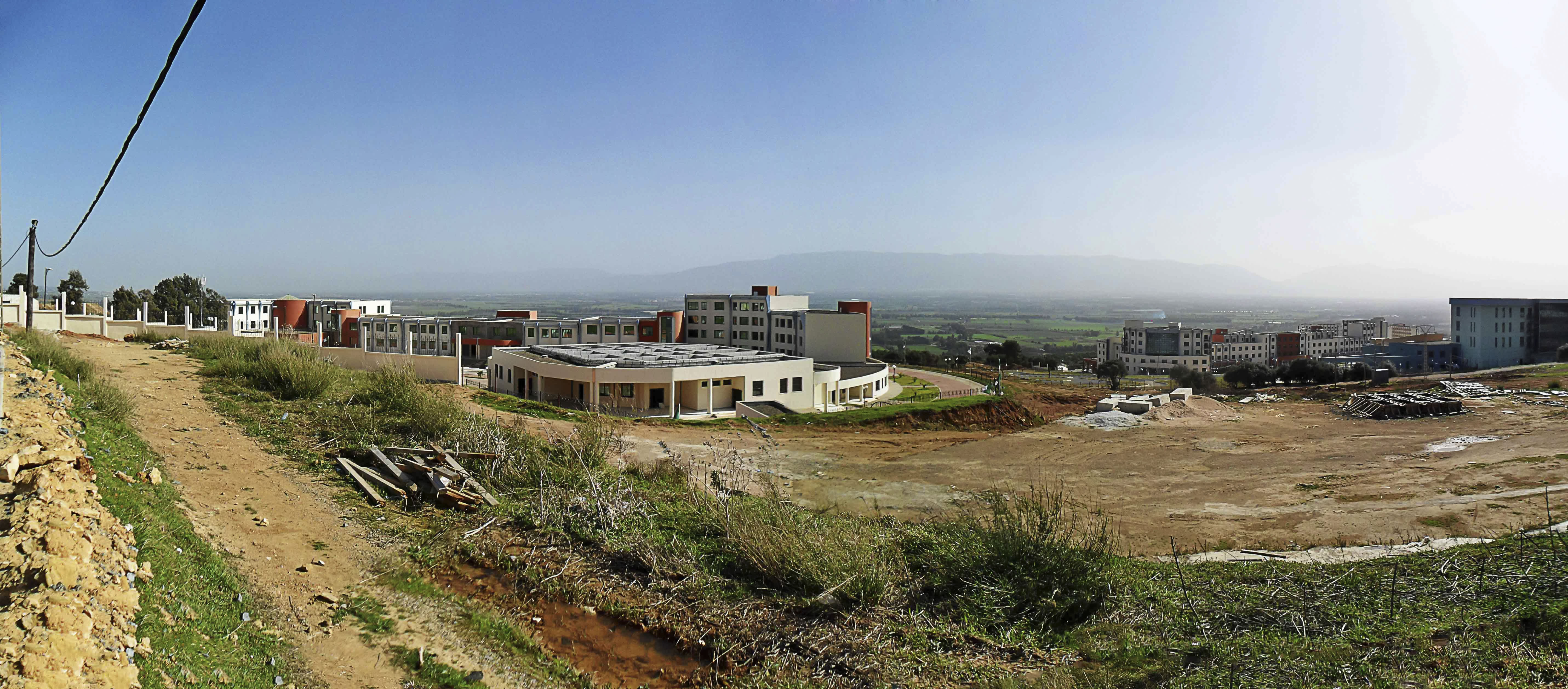
جامعة القليعة
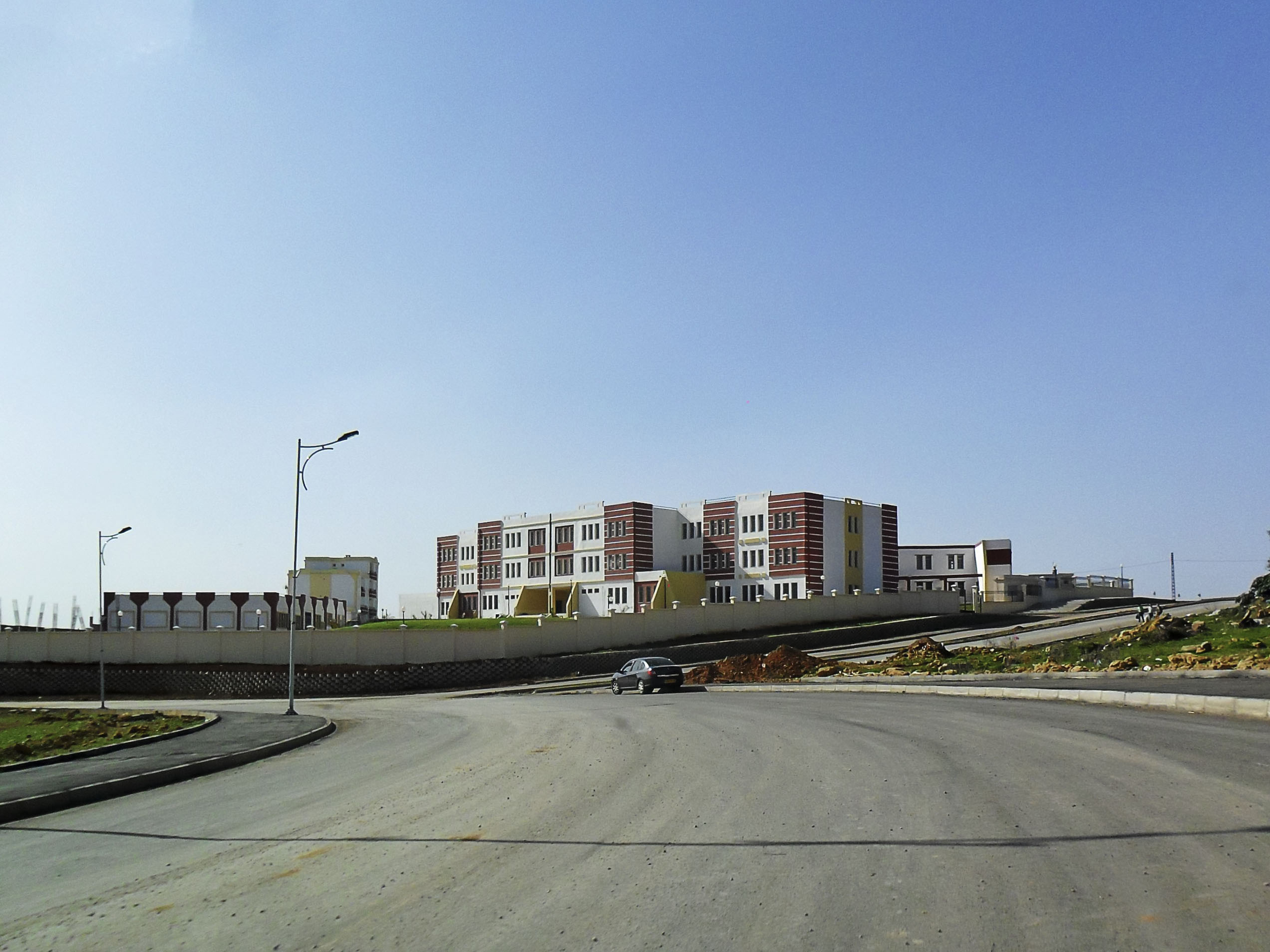
جامعة القليعة
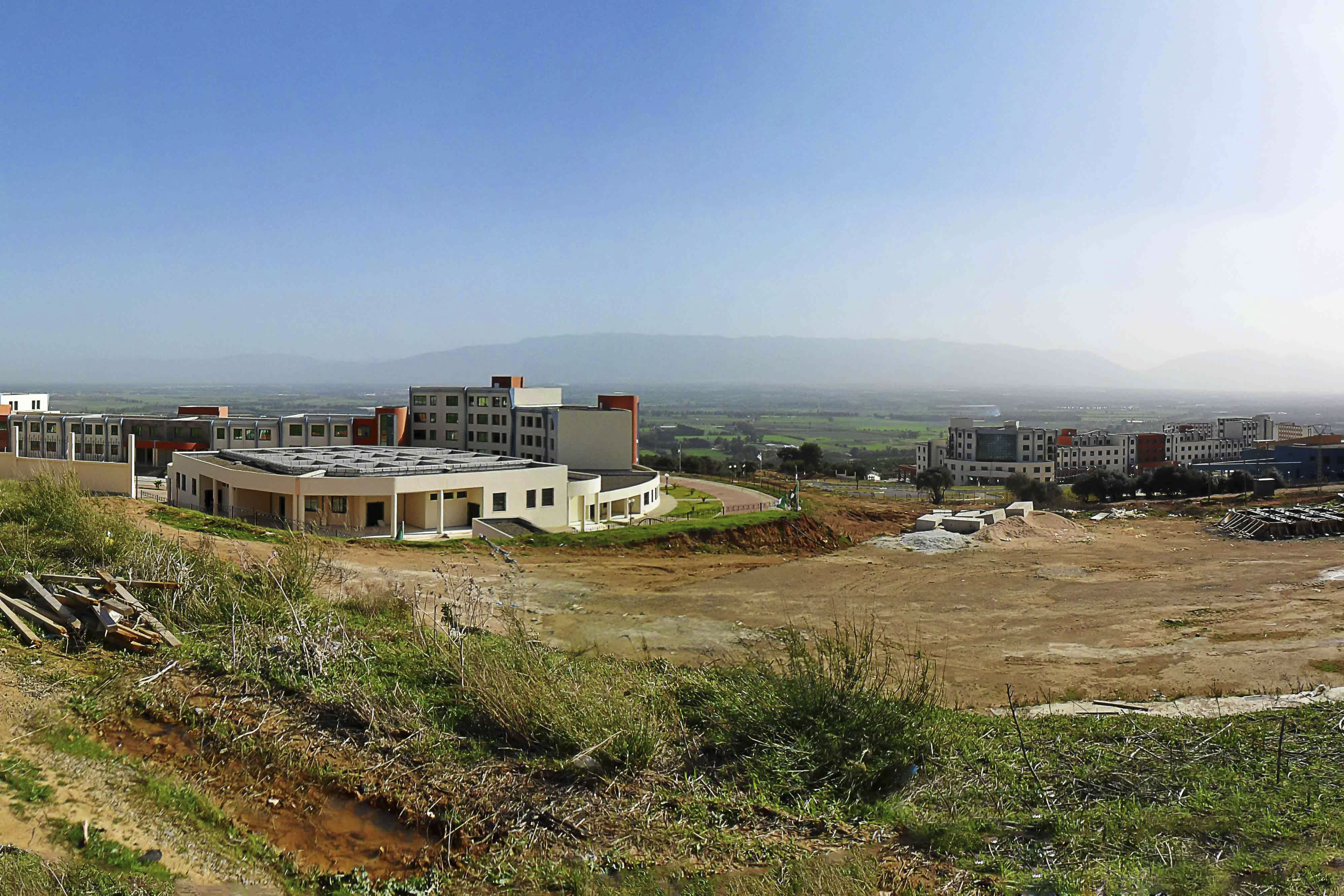
جامعة القليعة
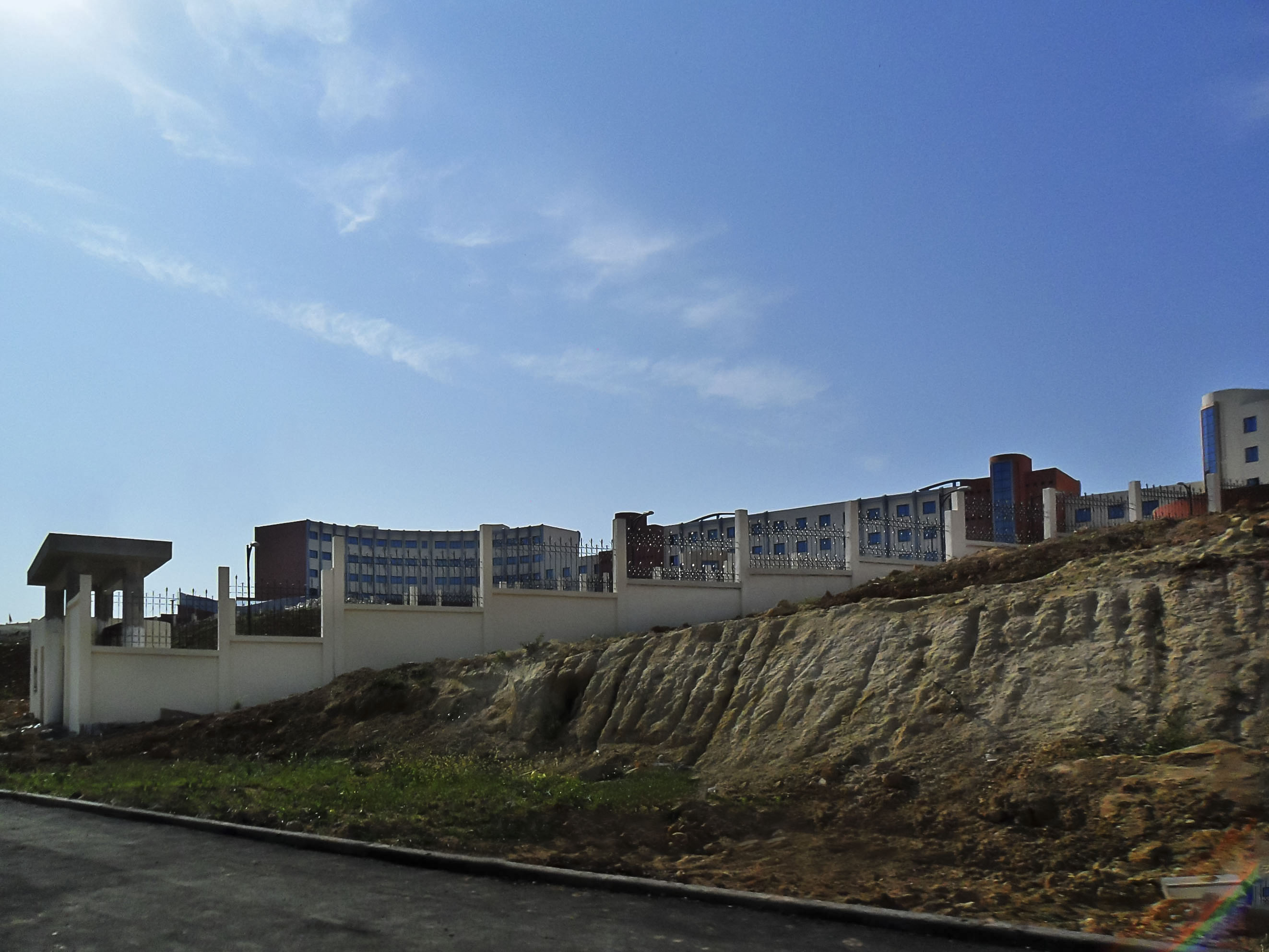
جامعة القليعة
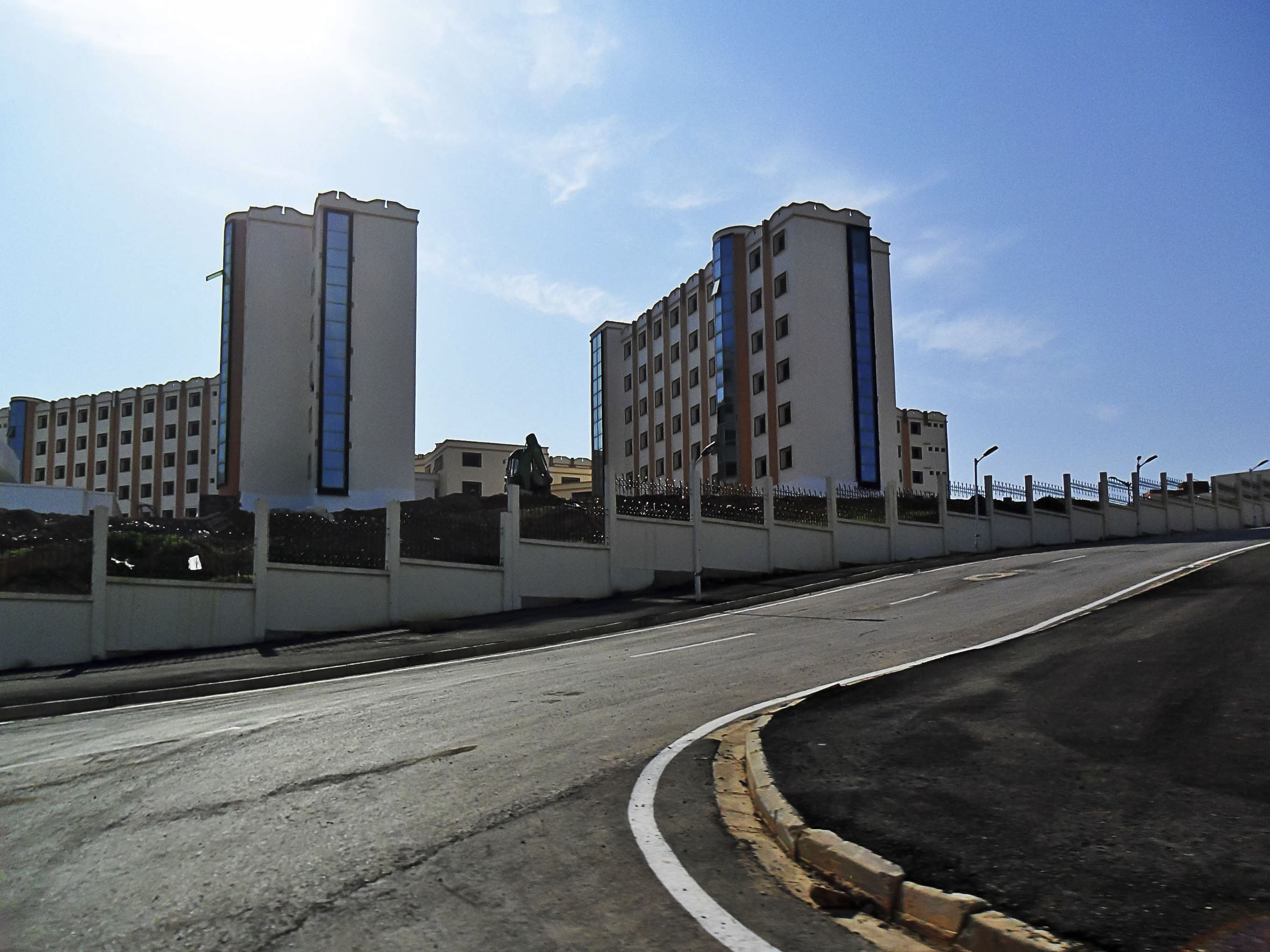
جامعة القليعة
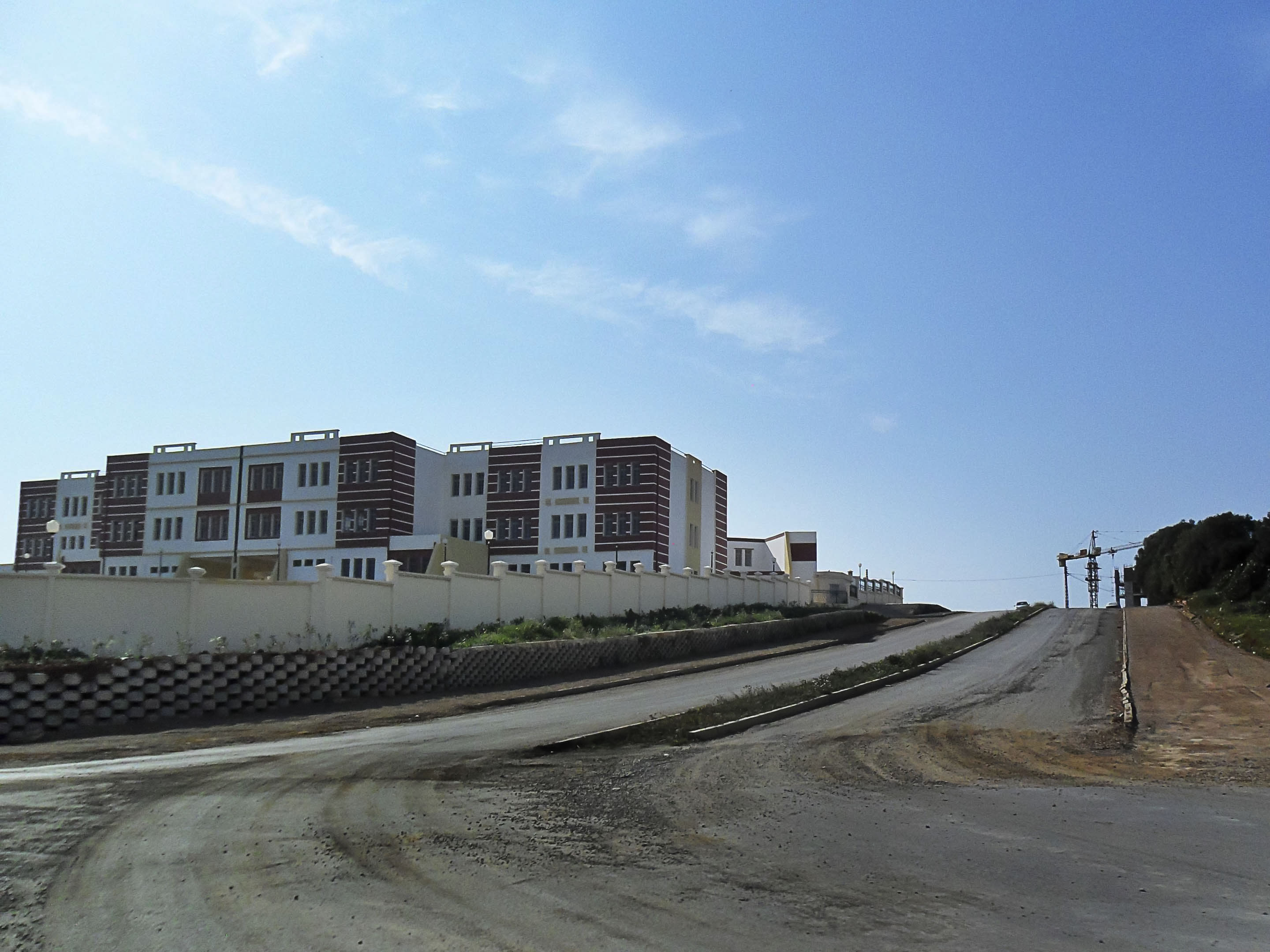
جامعة القليعة
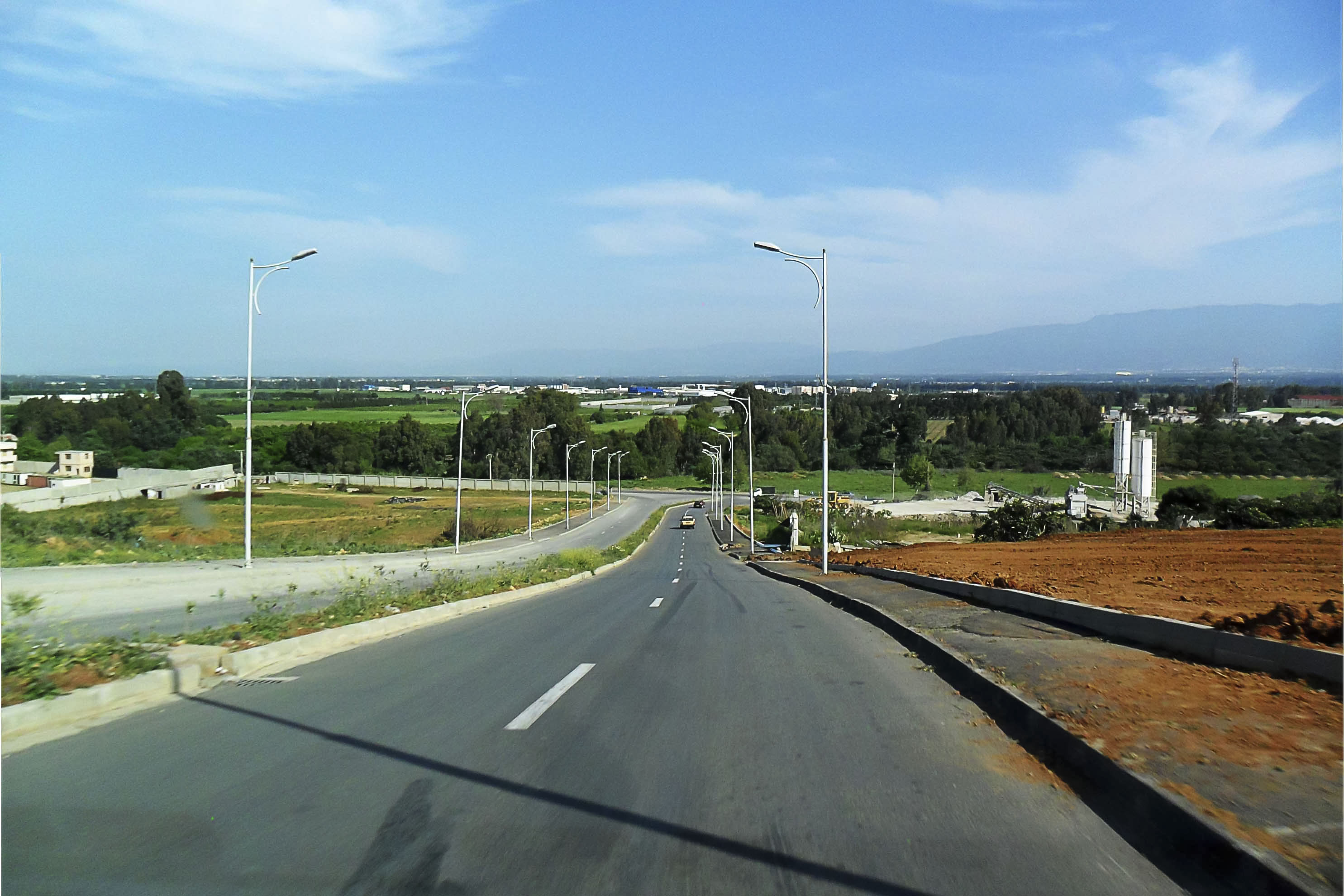
جامعة القليعة

### مواضيع ذات صلة
- وزارة التعليم العالي والبحث العلمي الجزائرية
- وزارة التجارة الجزائرية
- وزارة المالية الجزائرية
- قائمة الجامعات في الجزائر
- التجارة في الجزائر
- التعليم في الجزائر

### فيديوهات
- تقديم المدرسة العليا للتجارة في 2017م على يوتيوب.
- 1- الملتقى الدولي الثالث لصناعة المالية الإسلامية في المدرسة العليا للتجارة في 2016م على يوتيوب.
- 2- الملتقى الدولي الثالث لصناعة المالية الإسلامية في المدرسة العليا للتجارة في 2016م على يوتيوب.
- 1- الملتقى الدولي الأول للنظام المالي والتنمية الاقتصادية في المدرسة العليا للتجارة في 2014م على يوتيوب.
- 2- الملتقى الدولي الأول للنظام المالي والتنمية الاقتصادية في المدرسة العليا للتجارة في 2014م على يوتيوب.

### وصلات خارجية
- الموقع الرسمي للمدرسة العليا للتجارة.
- المدرسة العليا للتجارة  على فيسبوك.